# Gentium
Gentium (del mot llatí homònim, que significa 'de les nacions') és un projecte de tipus unicode dissenyat per Victor Gaultney. Les fonts Gentium són lliures i de codi obert i han estat posades en circulació sota Open Font License (OFL) SIL, que en permet la modificació i redistribució. Gentium té un ampli suport per a llengües que utilitzen els alfabets llatí, grec i ciríl·lic, i el l'alfabet fonètic internacional. Les variants de Gentium Plus publicades al novembre de 2010 inclouen ara més de 5.500 glifs i característiques tipogràfiques avançades a través d'OpenType i Graphite.

## Història i variants

### Gentium i GentiumAlt
El llançament original de Gentium defineix més o menys 1.500 glifs que cobreixen gairebé tota la gamma de caràcters llatins utilitzats arreu del món, així com els signes diacrítics del grec, dissenyats per fluir en harmonia amb els llatins. Gentium ve amb una variant anomenada GentiumAlt ("Gentium Alternativa"), que conté més diacrítics plans destinades a millorar l'aparença de les lletres amb múltiples signes diacrítics, així com una variant del glifs del grec circumflex que s'assembla a una breu inversa.
El 2003, la font Gentium va ser guardonada amb el Certificat d'Excel·lència en el Disseny Tipus per l'Association Typographique Internationale (ATypI) com un dels millors dissenys dels últims cinc anys.